# Dermot O'Leary
Seán Dermot Fintan O'Leary, Jr., (24 mei 1973) is een Ierse en Britse presentator op radio en televisie. Hij werd bekend door het programma Big Brother's Little Brother en presenteert nu het Britse programma The X Factor. Zijn ouders zijn geëmigreerd uit Ierland.

## Carrière
O'Leary begon als dj bij Radio Essex en kwam later terecht bij de Britse televisiezender Channel 4. In 2001 begon hij het programma 'Big Brother's Little Brother' te presenteren bij E4.
In hetzelfde jaar sloot hij zich ook aan bij het Londense radiostation XFM, en verliet het in 2004 om zijn carrière voort te zetten bij de radio van de BBC.
Op 29 maart 2007 werd bekend dat O'Leary het programma The X Factor zou overnemen van Kate Thornton. In 2009 stelde hij Michael Jackson voor aan een grote menigte van fans in Londen, wat uiteindelijk het laatste optreden was.

## Persoonlijk leven
Samen met zijn vriendin woont hij in Noord-Londen en runt hij een restaurant in Brighton. In 2005 liep hij de derde marathon van Londen in vier uur.